# Antonio Gamoneda
Antonio Gamoneda (Oviedo, 30 maggio 1931) è un poeta spagnolo.
Figura emblematica della letteratura europea, la sua opera è stata riconosciuta tardivamente come una delle più grandi voci della poesia spagnola contemporanea.
Sebbene potrebbe cronologicamente appartenere alla generazione degli anni cinquanta, la sua opera di fatto è rimasta isolata da qualsiasi tendenza poetica.
Tra i riconoscimenti ricevuti il Premio Castilla y Leon de las Letras nel 1985, il Premio Nazionale di Poesia nel 1988 per Edad (Eta'), il Premio Regina Sofia di Poesia Iberoamericana XV edizione, ed il Premio Cervantes nel 2006.